# Імперія вовків
Імперія вовків (фр. L'empire des loups) — французький фільм-трилер 2005 року режисера Кріса Наона, екранізація роману Жана-Крістофа Гранже «Імперія вовків». Світова прем'єра фільму відбулася 20 квітня 2005 року. У головній ролі Жан Рено

## Сюжет
Молодий поліцейський Поль розслідує серію жорстоких вбивств в турецькому кварталі Парижа. Намагаючись зрозуміти, хто і навіщо катує і вбиває дуже схожих один на одну жінок, він вдається до допомоги свого досвідченого колеги Жана-Луї. Разом вони пускаються по сліду невловимої вбивці, не підозрюючи, що їх самих переслідує загадкове угрупування «Сірі вовки».

## У головних ролях
| Актор          | Роль           |
| -------------- | -------------- |
| Жан Рено       | Жан-Луи Шиффер |
| Арлі Говер     | Анна Геймс     |
| Жослін Ківрен  | Поль Нерто     |
| Лаура Моранте  | Матильда Урано |
| Філіп Бас      | Лоран          |
| Дідьє Соверган | доктор Акерман |